# Sphenomorphus tenuiculus
Sphenomorphus tenuiculus este o specie de șopârle din genul Sphenomorphus, familia Scincidae, descrisă de Mocquard 1890. Conform Catalogue of Life specia Sphenomorphus tenuiculus nu are subspecii cunoscute.